# Дицинкнеодим
Дицинкнеодим — бинарное неорганическое соединение
неодима и цинка
с формулой NdZn2,
кристаллы.

## Получение
- Сплавление стехиометрических количеств чистых веществ:

{\displaystyle {\mathsf {Nd+2Zn\ {\xrightarrow {926^{o}C}}\ NdZn_{2}}}}

## Физические свойства
Дицинкнеодим образует парамагнитные кристаллы
ромбической сингонии,
пространственная группа I mma,
параметры ячейки a = 0,4597 нм, b = 0,7408 нм, c = 0,7555 нм, Z = 4,
структура типа диртутькалия KHg2.
Соединение конгруэнтно плавится при температуре 926°C.
Образует две эвтектики:
- с цинкнеодимом состава 57,5 ат.% цинка и температурой плавления 868°C;
- с ундекацинктринеодимом состава 73,7 ат.% цинка и температурой плавления 856°C.

При температуре 21 К в соединении происходит магнитное упорядочение.